# Macel Wilson
Macel Patricia Leilani Wilson (5 mai 1943) est une monteuse de films pour la Danish Broadcasting Corporation, une artiste visuelle et une reine de beauté américaine, couronnée miss Hawaï USA 1962, puis miss USA 1962,.

## Source de la traduction
- (en) Cet article est partiellement ou en totalité issu de l’article de Wikipédia en anglais intitulé « Macel Wilson » (voir la liste des auteurs).